# Torre dels Rosers
La Torre dels Rosers és una masia situada al municipi de Sidamon a la comarca catalana del Pla d'Urgell.